# Castro (Lousame)
Castro (Oficialmente O Castro) es una aldea situada en la parroquia de Lousame en el municipio de Lousame, provincia de La Coruña, Galicia, España. 
En 2021 tenía una población de 19 habitantes (11 hombres y 8 mujeres). Está situada a 54 metros sobre el nivel del mar a 3 km de la cabecera municipal. Las localidades más cercanas son Cerquides, Portobravo y Béxeres.